# Исанево
Исанево (коми Исанёв) — посёлок в Сысольском районе Республики Коми России. Входит в состав сельского поселения Заозерье.

## География
Посёлок находится в юго-западной части Республики Коми, в пределах Вычегодско-Мезенской равнины, на правом берегу реки Сысола, на расстоянии примерно 13 км (по прямой) к юго-востоку от села Визинга, административного центра района. Абсолютная высота — 106 м над уровнем моря.
Климат
Климат характеризуется как умеренно континентальный, с продолжительной умеренно морозной многоснежной зимой и коротким прохладным летом. Среднегодовая температура воздуха составляет 0,6 °С. Средняя температура воздуха самого тёплого месяца (июля) составляет 16,7 °C; самого холодного (января) — −14,7 °C. Безморозный период длится в течение 191 дня. Среднегодовое количество атмосферных осадков составляет 536 мм.
Часовой пояс
Посёлок Исанево, как и вся Республика Коми, находится в часовой зоне МСК (московское время). Смещение применяемого времени относительно UTC составляет +3:00.

## История
Возник в 1930-х годах. В 1939 году проживало 36 человек. В 1949 году в посёлке находилось 64 спецпоселенца: 29 немцев (8 семей), 6 западных украинцев (2 семьи) и 29 «власовцев». Согласно Списку населённых пунктов 1956 года входил в состав Вотчинского сельсовета, а в 1985 году передан в состав Заозерского сельсовета. По состоянию на 1989 год в посёлке числилось 373 человека (180 мужчин и 193 женщины).

## Население
| 1989 | 2002 | 2010 |
| ---- | ---- | ---- |
| 368  | ↘273 | ↘132 |

Гендерный состав
По данным Всероссийской переписи населения 2010 года, в гендерной структуре населения мужчины составляли 47,7 %, женщины — соответственно 52,3 %.
Национальный состав
Согласно результатам переписи 2002 года, в национальной структуре населения коми составляли 44 % из 273 чел., русские — 38 %.